# Naftifina
Naftifina (nella fase sperimentale conosciuta anche con la sigla SN 105-843) è un derivato sintetico allilaminico con attività fungicida nei confronti di alcuni dermatofiti e fungistatica nei confronti di Candida. Viene utilizzata per il trattamento topico della tinea pedis, della tinea cruris e della tinea corporis. In Italia è venduta dalla società Giuliani S.p.A. con il nome commerciale di Suadian nella forma farmacologica di crema o soluzione cutanea contenente l'1% di principio attivo.

## Farmacodinamica
L'esatto meccanismo d'azione del farmaco non è completamente chiarito. È verosimile che la molecola interferisca con la biosintesi degli steroli mediante inibizione dell'enzima squalene monoossigenasi (conosciuto anche come squalene 2,3-epossidasi).
L'inibizione dell'attività enzimatica comporta l'accumulo di squalene all'interno della cellula.
Ciò causa modificazioni delle proprietà di membrana dei funghi.
 
Queste modificazioni non sono direttamente responsabili dell'effetto fungicida o fungistatico (specie contro la Candida), ma causano interferenze secondarie quali l'inibizione della sintesi dei fosfolipidi o della sintesi e del trasporto extracellulare delle glicoproteine.
Naftifina, così come altri derivati allilaminici, tra cui terbinafina, sembrano interferire con la biosintesi degli steroli ad un livello precedente a quello su cui interferiscono i derivati imidazolici e, diversamente da questi, non sembrano intervenire sulla demetilazione in C-14 degli steroli intermedi (ad esempio lanosterolo) e non hanno nessun effetto sul citocromo P450 a livello epatico, surrenale e dei testicoli.

Naftifina, applicata localmente sulla cute, ha mostrato attività antinfiammatoria.
Naftifina cloridrato in vitro ha mostrato un ampio spettro di azione antifungina, essendo attiva contro Trichophyton mentagrophytes, rubrum, tonsurans, verrucosum, violaceum, Epidermophyton floccosum, Microsporum audouinii, canis e gypseum.

I ceppi più sensibili vengono inibiti in vitro da concentrazioni di farmaco di 0,01-0,4 µg/ml. 
A parità di peso, in vitro, l'attività della naftifina nei confronti dei dermatofiti sembra essere simile o leggermente superiore a quella dei derivati imidazolici.
Il farmaco è inoltre attivo in vitro nei confronti della Candida, compresa albicans, krusei, parapsilosis e tropicalis, ma è meno efficace di quanto non sia verso i dermatofiti. 
La concentrazione minima inibente (MIC) del farmaco nei confronti di Candida albicans è generalmente compresa tra 1,5 e 100 µg/ml.
Il farmaco è generalmente fungistatico contro la Candida e può divenire fungicida solo ad alte concentrazioni. 
Naftifina cloridrato è ritenuta meno attiva nei confronti della Candida rispetto ai derivati imidazolici.
La molecola presenta una certa attività in vitro nei confronti di Aspergillus, Sporothrix schenckii, Crytpcoccus neoformans, Petriellidium boydii, Blastomyces dermatitidis e Histoplasma capsulatum.
Naftifina è particolarmente attiva a pH 6,5-7 e viene parzialmente inattivata a pH acido.

## Farmacocinetica
A seguito ad applicazione topica su cute integra di naftifina cloridrato crema all'1%, l'assorbimento per via sistemica è del 3-6%.
È stato osservato che, dopo la penetrazione nello strato corneo della cute, concentrazioni di farmaco sufficienti per inibire la crescita dei dermatofiti permangono negli strati superiori della cute per 24 ore. 
Dopo essere stata assorbita naftilina si distribuisce nell'organismo, ma non è noto se sia in grado di attraversare la barriera placentare.
Studi sui ratti hanno dimostrato che viene escreta nel latte. Non è noto se l'escrezione avvenga anche nel latte umano.
L'emivita del composto è compresa tra i 2 ed i 3 giorni.
Il metabolismo della molecola prevede reazioni di ossidazione e di N-dealchilazione, con la trasformazione in almeno tre metaboliti.
Il farmaco viene eliminato dall'organismo tramite l'urine in misura variabile tra il 40 e 60%, sia come farmaco immodificato che come metaboliti.
La quota rimanente viene eliminata con le feci.

## Tossicologia
Nella fase sperimentale la DL50 è stata determinata nel topo, nel ratto e nel coniglio.
Nel topo la DL50 dopo somministrazione orale e per via sottocutanea è stata superiore a 4.000 mg/Kg peso corporeo.
Nel ratto dopo somministrazione orale è stata superiore a 4.000 mg/Kg peso corporeo e per via sottocutanea superiore a 2.000 mg/Kg peso corporeo.
Nel coniglio la DL50 della molecola assunta per os è stata maggiore di 2.000 mg/Kg peso corporeo, valore che si riduce a 1.200 mg/Kg quando la somministrazione avviene per via sottocutanea.

## Usi clinici
Naftifina cloridrato trova indicazione nel trattamento topico della tinea cruris,
corporis,
capitis, pedis 
e manuum causate da Trichophyton mentagrophytes, rubrum, verrucosum, violaceum, Epidermophyton floccosum o Microsporum canis.

Il composto si è dimostrato efficace anche nel trattamento delle candidosi cutanee, sia pure evidenziando una minore efficacia rispetto agli imidazolici.

## Effetti collaterali e indesiderati
In una percentuale rilevante di pazienti (fino al 6% dei soggetti trattati), l'applicazione topica di naftifina può causare una transitoria sensazione pungente o di bruciore.
Si possono inoltre manifestare altri disturbi della cute e del tessuto sottocutaneo quali: secchezza della cute, prurito, irritazione locale (fino al 2-3% dei casi), rash cutaneo e, occasionalmente, dermatite da contatto.

## Controindicazioni
La molecola è controindicata nei soggetti con ipersensibilità nota al principio attivo oppure ad uno qualsiasi degli eccipienti contenuti nella formulazione farmacologica.

## Dosi terapeutiche
Naftifina cloridrato viene applicata localmente sulla cute come crema o gel all'1% di concentrazione di principio attivo, due volte al giorno, alla mattina ed alla sera. Generalmente non è necessario ricorrere a medicazioni occlusive, tranne che non vi sia una precisa indicazione medica.
La durata del trattamento differisce a seconda della malattia di fondo: tinea cruris e tinea corporis richiedono generalmente un trattamento di 2-4 settimane. Il trattamento della tinea pedis è invece più lungo, richiedendo in genere 4-6 settimane.

## Gravidanza e allattamento
Nelle donne in stato di gravidanza, così come in quelle che allattano al seno, è consigliato l'impiego di naftifina solo in caso di effettiva necessità e quando i benefici attesi per la donna superano i rischi potenziali per il feto.
La Food and Drug Administration ha inserito naftifina in classe B per l'uso in gravidanza. In questa classe sono inseriti i farmaci i cui studi riproduttivi sugli animali non hanno mostrato un rischio per il feto e per i quali non esistono studi controllati sull'uomo e i farmaci i cui studi sugli animali hanno mostrato un effetto dannoso che non è stato confermato con studi controllati in donne nel I trimestre (e non c'è evidenza di danno nelle fasi avanzate della gravidanza).